# Подлог-под-Бохорєм
Подлог-под-Бохорєм (словен. Podlog pod Bohorjem) — поселення в общині Шентюр, Савинський регіон, Словенія. 
Висота над рівнем моря: 408,5 м.